# Bavinchove
Bavinchove ist eine französische Gemeinde mit 1046 Einwohnern (Stand: 2022) im Département Nord in der Region Hauts-de-France. Sie gehört zum Arrondissement Dunkerque und ist Mitglied im Gemeindeverband Cœur de Flandre Agglo. Die Bewohner werden Bavinchovois und Bavinchovoises genannt.

## Geografie

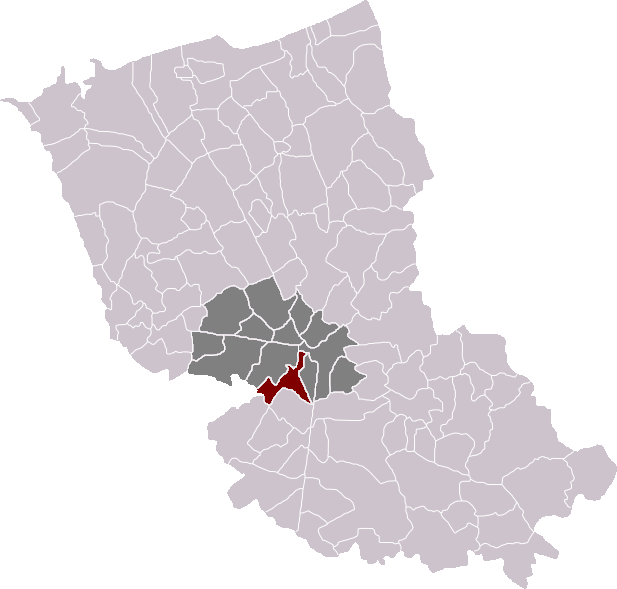
Lage von Bavinchove im Arrondissement Dunkerque

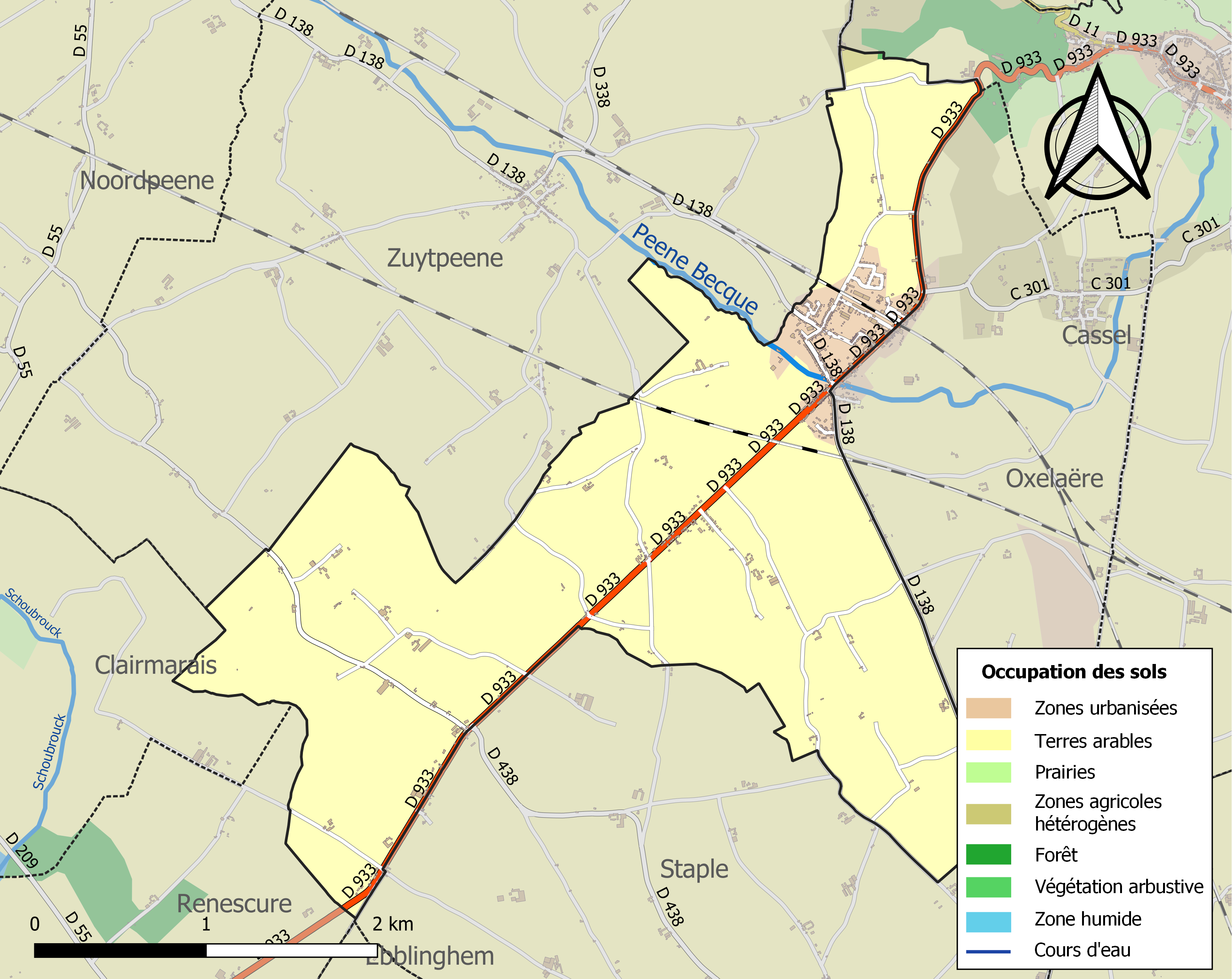
Bodennutzung, Hydrografie und Infrastruktur der Gemeinde (2018)

Bavinchove liegt in Französisch-Flandern, etwa 28 Kilometer südsüdöstlich von Dünkirchen an der Grenze zum benachbarten Département Pas-de-Calais. Die Gemeinde befindet sich in der Région naturelle Houtland am Fluss Peene Becque, der sie südlich des Zentrums von Ost nach West durchquert. Außerdem wird Bavinchove von den kleineren Fließgewässern Bornhol Becque, Lyncke Becque, Maison Blanche, Ruisseau le Hollebecque und verschiedenen kleineren Bächen entwässert. Das Zentrum liegt auf einer Höhe von etwa 55 m. Das Gemeindegebiet ist größtenteils flach, steigt jedoch im Norden rasch an eine maximale Erhöhung auf 93 m an.
Ein Teil des Gebiets von Bavinchove gehört zur ZNIEFF-Naturzone „Mont des Récollets et Mont Cassel“ (310013757). Etwa 95 % der Fläche der Gemeinde werden landwirtschaftlich genutzt, der restliche Teil entfällt größtenteils auf bebaute Flächen (Stand: 2018).
Bavinchove grenzt im Norden an Cassel, im Osten an Oxelaëre, im Südosten an Hondeghem, im Süden an Staple, im Südwesten an Renescure und Clairmarais (Département Pas-de-Calais) sowie im Nordwesten an Zuytpeene.

## Bevölkerungsentwicklung
| Jahr                       | 1962 | 1968 | 1975 | 1982 | 1990 | 1999 | 2006 | 2013 | 2020 |
| Einwohner                  | 765  | 745  | 741  | 747  | 848  | 955  | 939  | 935  | 1041 |
| Quellen: Cassini und INSEE |      |      |      |      |      |      |      |      |      |

## Sehenswürdigkeiten
- Kirche Saint-Omer mit Ursprüngen aus dem 16. und 17. Jahrhundert

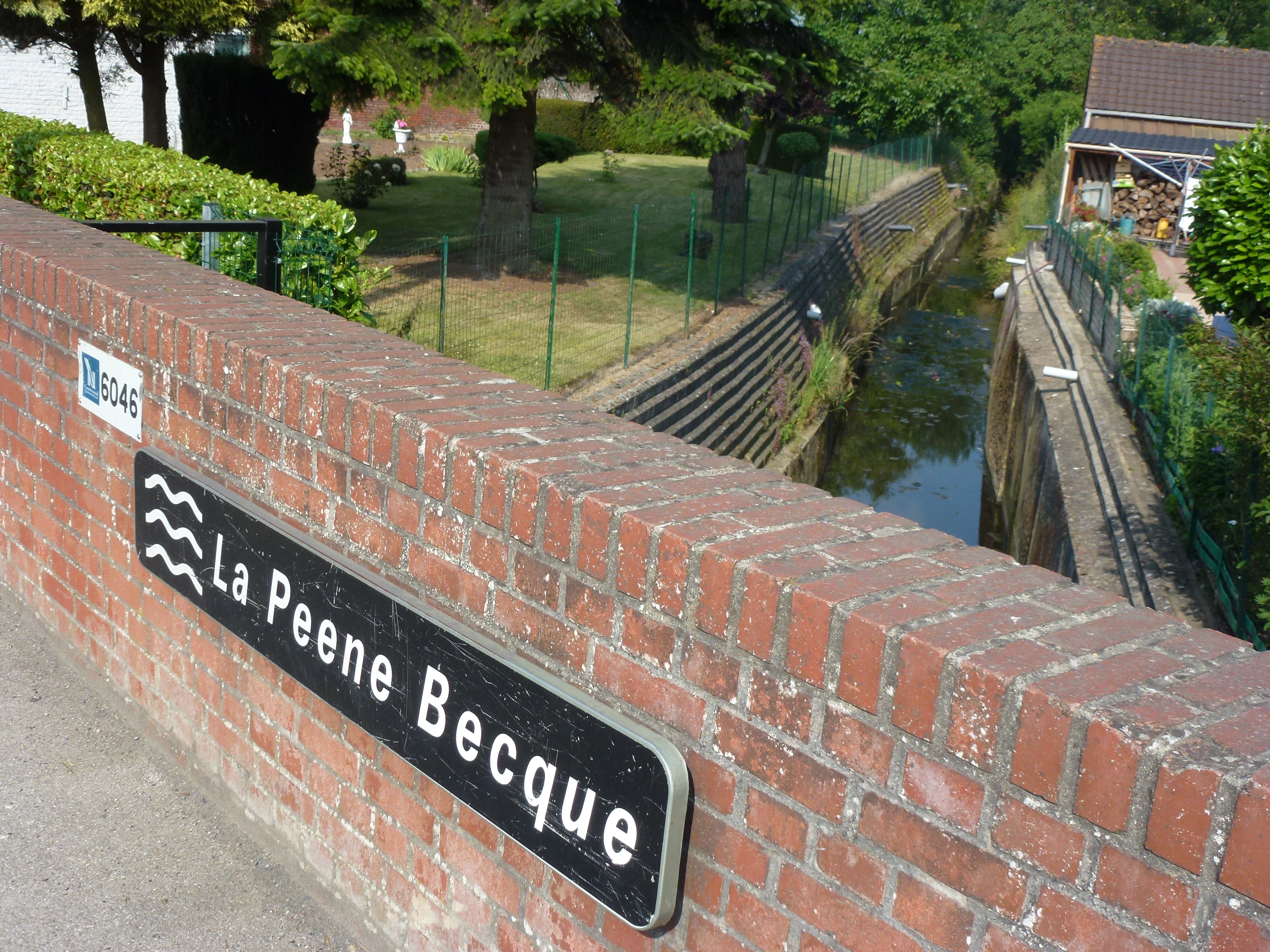
Die Peene Becque in Bavinchove
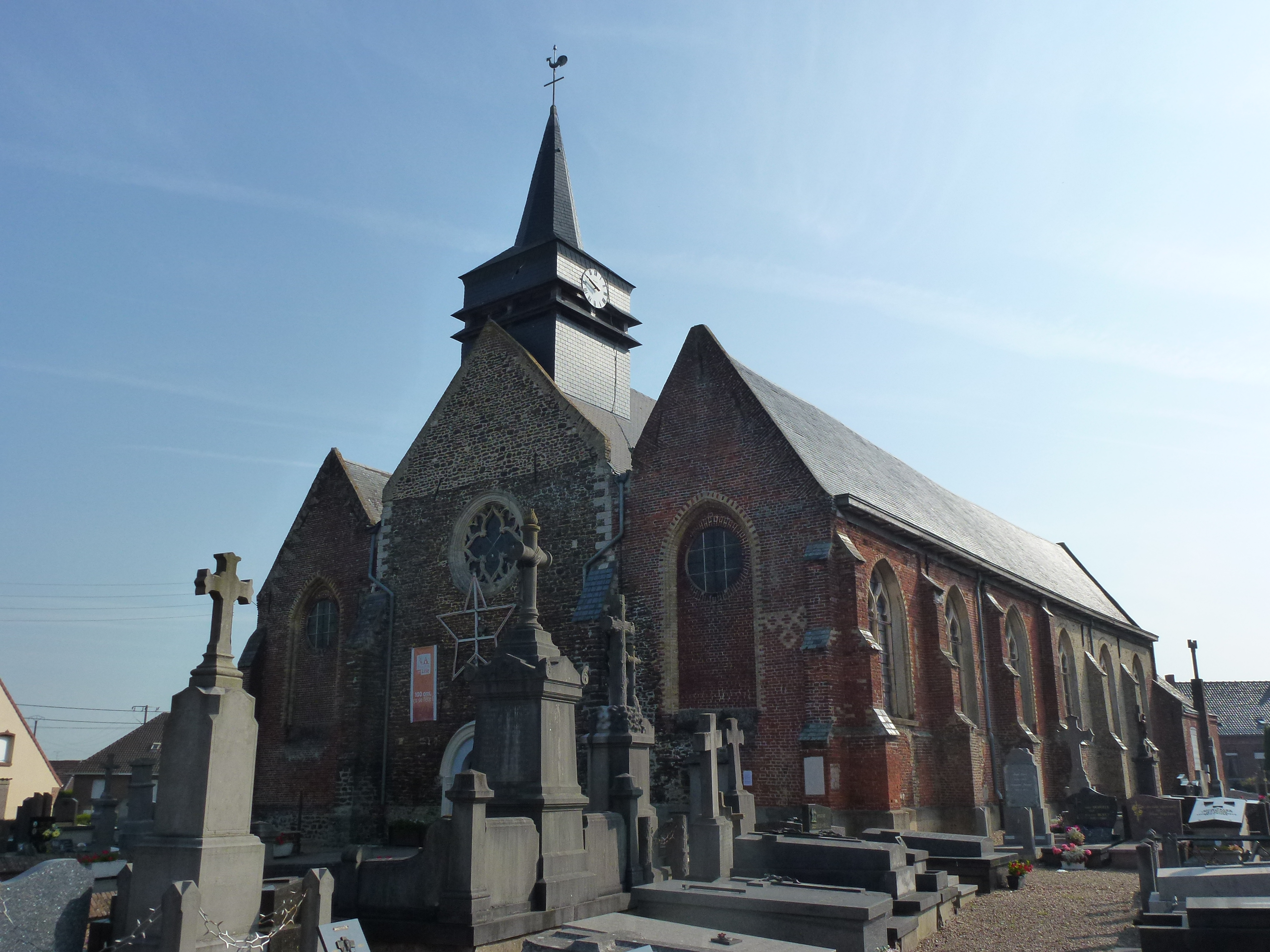
Kirche Saint-Omer
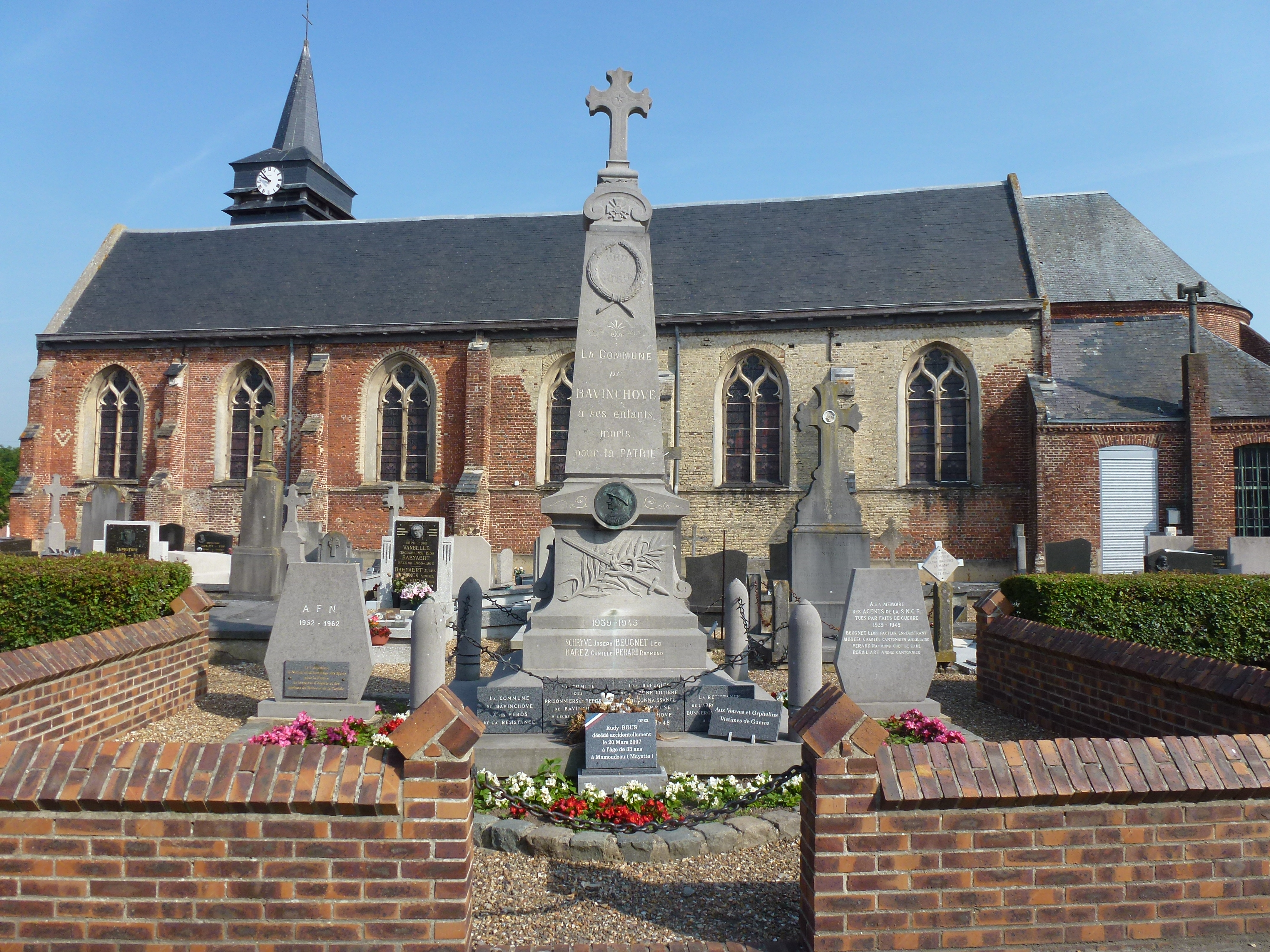
Gefallenendenkmal

## Verkehr
Die Departementsstraße D 933, die ehemalige Route nationale 42, von Boulogne-sur-Mer über Saint-Omer nach Bailleul über Cassel führt über Bavinchove. Busse einer Linie der Transportgesellschaft Arc-en-Ciel des Départements Nord verbinden Bavinchove mit Buysscheure über Cassel und mit Hazebrouck.

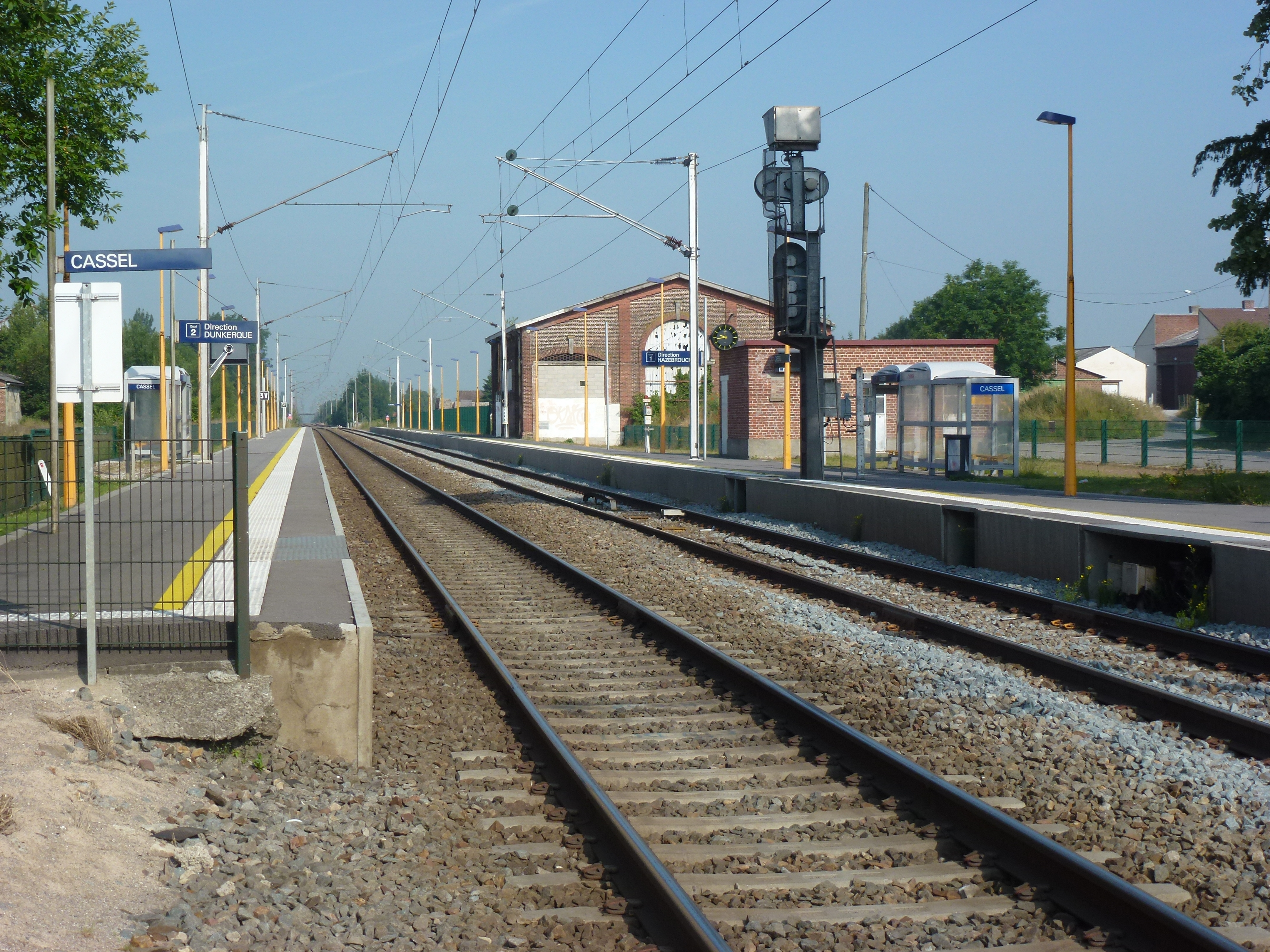
Haltepunkt Cassel

Die Gemeinde besitzt nördlich des Zentrums an der Grenze zur Nachbargemeinde Oxelaëre einen Haltepunkt „Cassel“ an der Bahnstrecke Arras–Dunkerque, der von Zügen von drei Linien der TER Hauts-de-France bedient wird und Bavinchove mit Dünkirchen sowie mit Hazebrouck und Lille verbindet. Die Eisenbahn-Schnellfahrstrecke LGV Nord von Paris zum Eurotunnel durchquert das Gemeindegebiet südlich des Zentrums ohne Haltepunkt.